# Aire d'attraction de Lesparre-Médoc
L'aire d'attraction de Lesparre-Médoc est un zonage d'étude défini par l'Insee pour caractériser l’influence de la commune de Lesparre-Médoc sur les communes environnantes. Publiée en octobre 2020, elle se substitue à l'aire urbaine de Lesparre-Médoc, qui comportait 2 communes dans le dernier zonage qui remontait à 2010.

## Définition
L'aire d'attraction d'une ville est composée d’un pôle, défini à partir de critères de population et d’emploi ainsi que d’une couronne constituée des communes dont au moins 15 % des actifs travaillent dans le pôle. Le pôle d’attraction constitue ainsi un point de convergence des déplacements domicile-travail,.

## Type et composition
L’aire d'attraction de Lesparre-Médoc est une aire intra-départementale qui comporte 12 communes dans la Gironde.
Elle est catégorisée dans les aires de moins de 50 000 habitants, une catégorie qui regroupe 16,5 % de la population de Nouvelle-Aquitaine et 12,2 % au niveau national.

### Carte

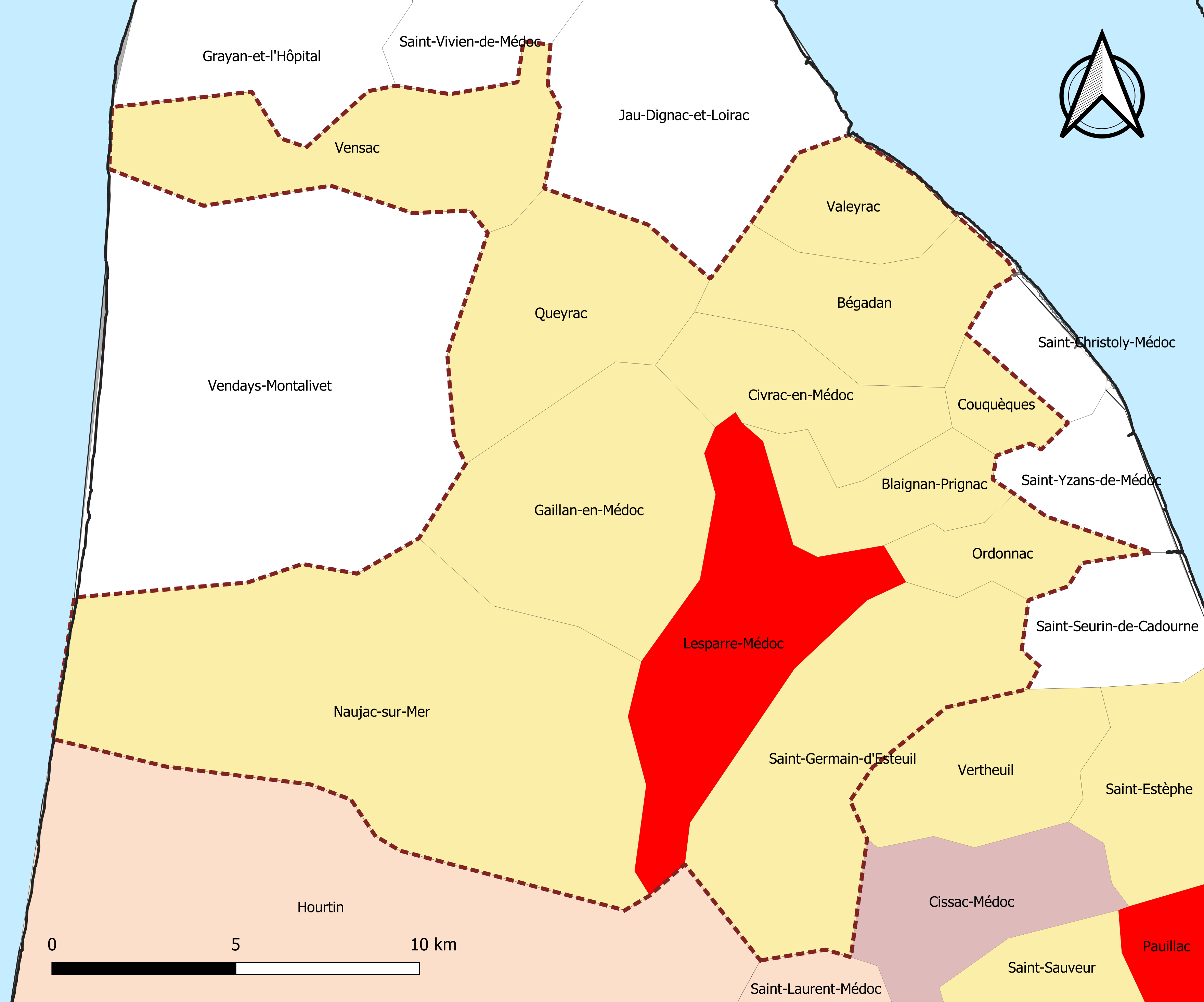
Carte de l'aire d'attraction de Lesparre-Médoc.
Commune-centre
Commune de la couronne

### Composition communale
| Nom                             | Code Insee | Département | Statut                 | Superficie (km2) | Population (dernière pop. légale) | Densité (hab./km2) | Modifier                                    |
| ------------------------------- | ---------- | ----------- | ---------------------- | ---------------- | --------------------------------- | ------------------ | ------------------------------------------- |
| Lesparre-Médoc (commune-centre) | 33240      | Gironde     | commune-centre         | 36,97            | 5 862 (2022)                      | 159                | modifier les données · modifier les données |
| Bégadan                         | 33038      | Gironde     | commune de la couronne | 22,15            | 897 (2022)                        | 40                 | modifier les données · modifier les données |
| Blaignan-Prignac                | 33055      | Gironde     | commune de la couronne | 14,27            | 449 (2022)                        | 31                 | modifier les données · modifier les données |
| Civrac-en-Médoc                 | 33128      | Gironde     | commune de la couronne | 18,35            | 636 (2022)                        | 35                 | modifier les données · modifier les données |
| Couquèques                      | 33134      | Gironde     | commune de la couronne | 6,33             | 268 (2022)                        | 42                 | modifier les données · modifier les données |
| Gaillan-en-Médoc                | 33177      | Gironde     | commune de la couronne | 42,02            | 2 376 (2022)                      | 57                 | modifier les données · modifier les données |
| Naujac-sur-Mer                  | 33300      | Gironde     | commune de la couronne | 98,55            | 1 102 (2022)                      | 11                 | modifier les données · modifier les données |
| Ordonnac                        | 33309      | Gironde     | commune de la couronne | 10,21            | 487 (2022)                        | 48                 | modifier les données · modifier les données |
| Queyrac                         | 33348      | Gironde     | commune de la couronne | 30,73            | 1 357 (2022)                      | 44                 | modifier les données · modifier les données |
| Saint-Germain-d'Esteuil         | 33412      | Gironde     | commune de la couronne | 44,71            | 1 345 (2022)                      | 30                 | modifier les données · modifier les données |
| Valeyrac                        | 33538      | Gironde     | commune de la couronne | 13,49            | 544 (2022)                        | 40                 | modifier les données · modifier les données |
| Vensac                          | 33541      | Gironde     | commune de la couronne | 34,00            | 1 146 (2022)                      | 34                 | modifier les données · modifier les données |